# Ташов
Ташов (чеш. Tašov) је насељено мјесто са административним статусом сеоске општине (чеш. obec) у округу Усти на Лаби, у Устечком крају, Чешка Република.

## Становништво
Према подацима о броју становника из 2014. године насеље је имало 145 становника.